# Eugen Ray
Pour les articles homonymes, voir Ray.
Eugen Ray  (né le 26 juillet 1957 à Gerbstedt et mort le 18 janvier 1986 à Leipzig) est un athlète est-allemand, spécialiste du sprint.

## Carrière
Il se révèle au grand public en établissant un nouveau record du monde junior du 100 m en 10 s 16, le 25 janvier 1976 à Berlin. Il remporte l'année suivante le 100 m de la coupe d'Europe des nations en 10 s 12, un nouveau record national. Il obtient aussi deux médailles d'argent (100 m et 4 × 100 m) lors de la Coupe du monde des nations de Düsseldorf.
En 1978, Eugen Ray se classe deuxième du 100 m des Championnats d'Europe de Prague, derrière l'Italien Pietro Mennea, dans le temps de 10 s 36. Il décroche par ailleurs une nouvelle médaille d'argent dans l'épreuve du relais 4 × 100 m en compagnie de Manfred Kokot, Olaf Prenzler et Alexander Thieme.
Il participe aux Jeux olympiques d'été de 1980, à Moscou, où il se classe cinquième du relais 4 × 100 m, et est éliminé en demi-finale du 100 m.
Sur le plan national, Eugen Ray décroche trois titres de champion d'Allemagne de l'Est du 100 m en 1977, 1978 et 1980. Il est également titré en salle sur 60 m et 100 m.
Exerçant la profession de policier, il est tué le 18 janvier 1986 à Leipzig dans l'exercice de ses fonctions, dans un accident de la circulation. Il était âgé de 28 ans.

### Palmarès
| Date | Compétition                | Lieu       | Résultat | Épreuve   |
| ---- | -------------------------- | ---------- | -------- | --------- |
| 1977 | Coupe d'Europe des nations | Helsinki   | 1er      | 100 m     |
| 1977 | Coupe d'Europe des nations | Helsinki   | 1er      | 200 m     |
| 1977 | Coupe du monde des nations | Düsseldorf | 2e       | 100 m     |
| 1977 | Coupe du monde des nations | Düsseldorf | 2e       | 4 × 100 m |
| 1978 | Championnats d'Europe      | Prague     | 2e       | 100 m     |
| 1978 | Championnats d'Europe      | Prague     | 2e       | 4 × 100 m |
| 1980 | Jeux olympiques            | Moscou     | 5e       | 4 × 100 m |

### Records
| Épreuve | Performance | Lieu     | Date         |
| ------- | ----------- | -------- | ------------ |
| 100 m   | 10 s 12     | Helsinki | 13 août 1977 |
| 200 m   | 20 s 37     | Dresde   | 7 août 1977  |